# 豊田副武
豊田 副武（とよだ そえむ、1885年（明治18年）5月22日 - 1957年（昭和32年）9月22日）は、日本の海軍軍人。最終階級は海軍大将。第29代・第30代連合艦隊司令長官。海兵33期・海大甲種15期首席。最後となる第19代軍令部総長を務めた。

## 経歴
1885年（明治18年）5月22日、大分県速見郡杵築町（現杵築市）に生まれる。名前の「副武」は「添え物」に由来する。旧制大分県立杵築中学校を経て、1904年（明治35年）12月17日、海軍兵学校第33期に180名中第107位の成績で入校。同期には、「両豊田」の片割れの豊田貞次郎がいるが、和歌山県出身の貞次郎とはこれが初面識であった。1905年（明治38年）11月28日、卒業成績順位171名中第26位で海軍兵学校を卒業。海軍少尉候補生として2等巡洋艦「橋立」乗組。1906年（明治39年）2月15日、練習艦隊遠洋航海に出発し、旅順 - 芝罘 - 威海衛 - 青島 - 呉淞 - 香港 - マニラ - パーム島 - タウンズビル - メルボルン - シドニー - バタヴィア - シンガポール - 澎湖島 - 竹敷 - 元山 - 大湊方面巡航。8月25日、帰着。8月30日装甲巡洋艦「日進」乗組。12月20日、海軍少尉任官。
1907年（明治40年）9月28日、3等駆逐艦「朝露」乗組。1908年（明治41年）7月31日、海軍砲術学校普通科学生を拝命。9月25日、海軍中尉に昇進。1909年（明治42年）1月20日、海軍水雷学校普通科学生を拝命。4月30日、第14水雷艇隊附。1910年（明治43年）12月1日、海軍大学校乙種学生を拝命。1911年（明治44年）5月22日、海軍砲術学校高等科第8期学生を拝命。11月29日、海軍砲術学校高等科を卒業。12月1日、海軍大尉に昇進、巡洋戦艦「鞍馬」分隊長に着任。1913年（大正2年）12月1日、海軍砲術学校教官兼副官に着任。
1915年（大正4年）12月13日、海軍大学校に甲種第15期学生として入学。1917年（大正6年）4月1日、海軍少佐に昇進。11月26日、海軍大学校甲種を20名中首席で卒業。
12月1日、海軍省出仕軍事参議官副官に着任。1919年（大正8年）11月25日、海軍省出仕兼横須賀鎮守府附。12月1日、在イギリス日本大使館附海軍駐在武官補佐官に着任。1921年（大正10年）12月1日、海軍中佐に昇進。1922年（大正11年）8月1日、帰朝。12月1日、軽巡洋艦「球磨」副長に着任。1923年（大正12年）4月1日、横須賀鎮守府附。6月1日、海軍省軍務局員に着任。1925年（大正14年）12月1日、海軍大佐に昇進、軍令部出仕兼海軍大学校教官に着任。1926年（大正15年）7月15日、横須賀鎮守府附。11月1日、軽巡洋艦「由良」艦長に着任。1927年（昭和2年）11月15日、第7潜水隊司令に着任。1928年（昭和3年）12月10日、海軍省教育局第1課長に着任。1930年（昭和5年）12月1日、戦艦「日向」艦長に着任。1931年（昭和6年）12月1日、海軍少将に昇進、海軍軍令部参謀第2班長に着任。1932年（昭和7年）10月10日、兼第4班長。1933年（昭和8年）2月23日、免第4班長。9月15日、連合艦隊参謀長兼第1艦隊参謀長に着任。1935年（昭和10年）3月15日、海軍省教育局長に着任。11月15日、海軍中将に着任。12月2日、海軍省軍務局長兼将官会議議員に着任。
1937年（昭和12年）10月20日、第四艦隊司令長官に着任。1938年（昭和13年）10月13日、勲一等瑞宝章を受章。11月15日、第2艦隊司令長官に着任。1939年（昭和14年）10月21日、海軍省艦政本部長に着任。

### 太平洋戦争
1941年（昭和16年）9月18日、海軍大将に昇進、呉鎮守府司令長官に着任。10月、東條英機内閣の発足時には海軍大臣に内定したが、首相が東條と知って就任を拒絶した。もっとも東條のほうでも豊田を忌避してきた。1941年12月、太平洋戦争勃発。
1942年（昭和17年）11月10日、軍事参議官に着任。1943年（昭和18年）4月21日、横須賀鎮守府司令長官に着任。

#### 連合艦隊長官
1944年（昭和19年）5月3日、連合艦隊司令長官に着任。前任の連合艦隊司令長官古賀峯一大将の遭難・殉職（いわゆる海軍乙事件）を受け連合艦隊司令長官に親補される。先任順では山本五十六の死後、連合艦隊司令長官に補職されるべき職位に居たが、兵学校1期後輩の古賀が選任されたことにこだわり続け、戦争末期の就任時にも当初は「今さら任されても自分にできる事は何もないし気力もない」と突っぱねた。当初、連合艦隊司令部を軽巡洋艦「大淀」に設置したが後に司令部を慶應義塾大学横浜日吉校舎内へ移動し陸上から指揮を執った。
1944年12月1日、神雷部隊を視察。隊員に神雷鉢巻と短刀を授与する。
1945年4月、戦艦大和を含む第二艦隊による海上特攻隊が実施された。この作戦は連合艦隊参謀神重徳大佐が参謀長草鹿龍之介中将を通さずに豊田から直接裁決を得た。豊田は「大和を有効に使う方法として計画。成功率は50%もない。うまくいったら奇跡。しかしまだ働けるものを使わねば、多少の成功の算あればと思い決定した」という。
1945年（昭和20年）4月25日、兼海軍総司令長官。5月1日、兼海上護衛司令長官。

#### 軍令部総長
1945年5月29日、軍令部総長に着任。昭和天皇は「司令長官失格の者を総長にするのは良くない」と豊田の総長就任に反対する旨を海軍大臣米内光政に告げているが、米内は「若い者（本土決戦派）に支持がある豊田なら若い者を抑えて終戦に持っていける」という意図を天皇に告げ押し切った。しかし結果的に若い者を抑えるどころか押し切られた形になり、米内も親しい知人に「豊田に裏切られた気分だ。見損なった」と述べ、昭和天皇は「米内の失敗だ。米内のために惜しまれる」と述懐している。
戦争末期、軍令部次長大西瀧治郎中将とともに徹底抗戦を訴えた。もっとも豊田は自著で、太平洋戦争末期における徹底抗戦主張で和平派と立場を異にすることにより、海軍内部における決戦派の暴走を食い止めたと自己弁護論を展開している。
高木惣吉は、豊田の見解に対し「苦しい弁疏にすぎず論点甚だ不明」とした上で、「総長、次長は一方面、一戦場の指揮官ではなく、陛下最高の統帥幕僚として戦争指導の枢機をにぎり、国家の全局を大観すべき立場にあったはずである。戦局に引きずられ、全国民の災難に思いを致さなかったことは、断じて許されない誤りである」と厳しく批判している。吉田俊雄は「もしこのとき、（豊田が終戦派についていて）はじめから三対三でなく四対二のバランスであったら、現実のように、ポツダム宣言受諾ができたろうか。とすれば、この三対三という数字は、偶然にそうなったと考えてよいのか。いったい豊田総長の心底は、どうだったのか」と書いている。
8月9日昼前に行われた最高戦争指導会議では、軍令部総長の豊田が、招かれてもいないのに軍令部次長の大西瀧治郎を同席させるなど問題行為があった。さらに8月12日、軍令部総長の豊田は陸軍参謀総長梅津美治郎とともにポツダム宣言受諾の反対を奏上する。同日海軍大臣米内光政は豊田と大西の2人を呼び出した。米内は豊田の行動を「それから又大臣には何の相談もなく、あんな重大な問題を、陸軍と一緒になって上奏するとは何事か。僕は軍令部のやることに兎や角干渉するのではない。しかし今度のことは、明かに一応は、海軍大臣と意見を交えた上でなければ、軍令部と雖も勝手に行動すべからざることである。昨日海軍部内一般に出した訓示は、このようなことを戒めたものである。それにも拘らず斯る振舞に出たことは不都合千万である」と非難し、豊田は「申し訳ない」という様子で一言も答えなかった。

#### 敗戦後
敗戦直後の9月2日に、第二次世界大戦の降伏文書調印式が東京湾（内の瀬水道中央部千葉県よりの海域）に停泊中のアメリカ海軍戦艦ミズーリ艦上で、日本側全権代表団と連合国代表が出席して行われた。しかし豊田は調印式への出席を拒否し、仕方なく富岡定俊海軍少将が代理として出席した。豊田のこの行為は「大将として言語道断」、「女々しい」として批判を呼んだ。
また10月の幣原内閣発足時、米内は病気を理由に海軍大臣を辞退し後任に豊田を推薦したが、占領軍が豊田の太平洋戦争中における職歴から戦争犯罪容疑で調査を進めており、かつ海軍部内においても井上や高木惣吉などから豊田の就任には猛反対があり、ついに豊田の海軍大臣就任は実現せず、米内が海軍省廃官まで大臣を務めた。10月15日、海軍省出仕。11月30日、予備役編入。
同年12月2日、連合国軍最高司令官総司令部は日本政府に対し、豊田を逮捕するよう命令（第三次逮捕者59名中の1人）。A級戦犯の容疑で巣鴨拘置所に勾留されたが極東国際軍事裁判では不起訴、続いて行われたGHQ裁判（豊田裁判）では、ベン・ブルース・ブレイクニー及びジョージ・A・ファーネス両弁護人の尽力によって、無罪判決を得た。のち公職追放となる。

#### 死去
1952年（昭和27年）追放解除。1957年（昭和32年）9月22日、死去。72歳没。

## 評価
井上成美は戦前と戦後で豊田の評価が180度異なったものとなり、昭和天皇の意思を無視した徹底抗戦や、降伏文書調印式への出席拒否などの行動により、戦前の絶賛が一転して戦後は罵倒に近い評価をしていたという。

## 家族
- 妻のリトは海軍中将・江口麟六（1865-1941）の長女。
- 長男・豊田令一。その岳父に八木幸吉。

## 年譜
- 1885年（明治18年）5月22日- 大分県速見郡杵築町（現杵築市）生
- 1904年（明治35年）12月17日- 海軍兵学校入校 入校成績順位180名中第107位
- 1905年（明治38年）11月28日- 海軍兵学校卒業 卒業成績順位171名中第26位・任 海軍少尉候補生・2等巡洋艦「橋立」乗組
- 1906年（明治39年）2月15日- 練習艦隊遠洋航海出発 旅順 - 芝罘 - 威海衛 - 青島 - 呉淞 - 香港 - マニラ - パーム島 - タウンズビル - メルボルン - シドニー - バタヴィア - シンガポール - 澎湖島 - 竹敷 - 元山 - 大湊方面巡航
  - 8月25日- 帰着
  - 8月30日- 装甲巡洋艦「日進」乗組
  - 12月20日- 任 海軍少尉
- 1907年（明治40年）9月28日- 3等駆逐艦「朝露」乗組
- 1908年（明治41年）7月31日- 海軍砲術学校普通科学生
  - 9月25日- 任 海軍中尉
- 1909年（明治42年）1月20日- 海軍水雷学校普通科学生
  - 4月30日- 第14水雷艇隊附
- 1910年（明治43年）12月1日- 海軍大学校乙種学生
- 1911年（明治44年）5月22日- 海軍砲術学校高等科第8期学生
  - 11月29日- 海軍砲術学校高等科卒業
  - 12月1日- 任 海軍大尉・巡洋戦艦「鞍馬」分隊長
- 1913年（大正2年）12月1日- 海軍砲術学校教官兼副官
- 1915年（大正4年）12月13日- 海軍大学校甲種第15期学生
- 1917年（大正6年）4月1日- 任 海軍少佐
  - 11月26日- 海軍大学校甲種卒業 卒業時成績順位20名中首席
  - 12月1日- 海軍省出仕軍事参議官副官
- 1919年（大正8年）11月25日- 海軍省出仕兼横須賀鎮守府附
  - 12月1日- 在イギリス日本大使館附海軍駐在武官補佐官
- 1921年（大正10年）12月1日- 任 海軍中佐
- 1922年（大正11年）8月1日- 帰朝
  - 12月1日- 軽巡洋艦「球磨」副長
- 1923年（大正12年）4月1日- 横須賀鎮守府附
  - 6月1日- 海軍省軍務局員
- 1925年（大正14年）12月1日- 任 海軍大佐・軍令部出仕・海軍大学校教官
- 1926年（大正15年）7月15日- 横須賀鎮守府附
  - 11月1日- 軽巡洋艦「由良」艦長
- 1927年（昭和2年）11月15日- 第7潜水隊司令
- 1928年（昭和3年）12月10日- 海軍省教育局第1課長
- 1930年（昭和5年）12月1日- 戦艦「日向」艦長
- 1931年（昭和6年）12月1日- 任 海軍少将 海軍軍令部参謀第2班長
- 1932年（昭和7年）10月10日- 兼 第4班長
- 1933年（昭和8年）2月23日- 免 第4班長
  - 9月15日-連合艦隊参謀長兼第1艦隊参謀長
- 1935年（昭和10年）3月15日- 海軍省教育局長
  - 11月15日- 任 海軍中将
  - 12月2日- 海軍省軍務局長兼将官会議議員
- 1937年（昭和12年）10月20日- 第四艦隊司令長官
- 1938年（昭和13年）10月13日- 勲1等瑞宝章受章
  - 11月15日- 第2艦隊司令長官
- 1939年（昭和14年）10月21日- 海軍省艦政本部長
- 1941年（昭和16年）9月18日- 任 海軍大将・呉鎮守府司令長官
- 1942年（昭和17年）11月10日- 軍事参議官
- 1943年（昭和18年）4月21日- 横須賀鎮守府司令長官
- 1944年（昭和19年）5月3日- 連合艦隊司令長官
- 1945年（昭和20年）4月25日- 兼 海軍総司令長官
  - 5月1日- 兼 海上護衛司令長官
  - 5月29日- 軍令部総長
  - 10月15日- 海軍省出仕
  - 11月30日- 予備役編入
- 1957年（昭和32年）9月22日- 死去 享年72

## 栄典
- 1907年（明治40年）2月12日 - 正八位[14]
- 1937年（昭和12年）12月15日 - 正四位
- 1941年（昭和16年）10月1日 - 従三位
- 1944年（昭和19年）10月16日 - 正三位

## 著書
- 『最後の帝国海軍』世界の日本社、1950年
  - 新版 主婦の友出版サービスセンター、1989年
  - 中公文庫、2017年。解説戸髙一成

## GHQ歴史課陳述録
- 元海軍大将軍令部総長豊田副武に対する質問 1949年（昭和24年）8月29日
- 1945年6月22日最高戦争指導者会議、藤村・ダレス交渉、原子爆弾などについて 1949年（昭和24年）9月1日
- 日本の終戦に就いての回想 1949年（昭和24年）12月1日
- 終戦時の回想若干 1949年（昭和24年）12月1日
- 1945年6月6日及び8日最高戦争指導会議に就いて 1950年（昭和25年）3月10日